# Gaffney (South Carolina)
Gaffney ist eine Stadt im Cherokee County im Nordwesten von South Carolina in den Vereinigten Staaten. Der Ort ist der Verwaltungssitz (County Seat) des Cherokee County. Das U.S. Census Bureau hat bei der Volkszählung 2020 eine Einwohnerzahl von 12.764 ermittelt.

## Geschichte
Der Ort entstand aus einem von Michael Gaffney, einem Einwanderer aus Irland, an einer Straßenkreuzung zu Beginn des 19. Jahrhunderts eröffneten Hotel. Zunächst unter dem Namen Gaffney's Cross Roards bekannt, wird seit 1872 der Name Gaffney City verwendet. Der Ort wurde um 1897 County Seat des Cherokee County, das aus Teilen der vorherigen York, Union und Spartanburg gebildet wurde. Gaffney wurde zu einem Zentrum der Textilindustrie in South Carolina und war bis in die 1980er Jahre das Rückgrat der wirtschaftlichen Entwicklung des Countys.

## Verkehr
Die Upstate Region wird durch den Flughafen Greenville-Spartanburg International Airport (GSP International Airport) erschlossen, den größten Flughafen South Carolinas. Das Cherokee County ist bislang das einzige County in South Carolina, das über keinen eigenen Flughafen verfügt.
Der Ort liegt an der Interstate 85, die Atlanta mit Charlotte verbindet, und an der Interstate 26, die über das nahegelegene Spartanburg zur Atlantikküste führt. Von der Interstate 85 aus ist der markante Wasserturm der Stadt in Form und Farbe eines Pfirsichs zu erkennen (Peachoid).
Der öffentliche Nahverkehr wird durch die Gaffney Cab Company durchgeführt.

## Politik
Dem Rat der Gemeinde gehören neben dem Bürgermeister sechs Bezirksvertreter an.

## Sehenswertes
In der alten Central School wurde das Cherokee County History and Arts Museum eingerichtet, das sowohl die Geschichte des Cherokee County als auch Handwerkskunst der Cherokee zeigt. Für das bisherige Postgebäude ist der Umbau zu einem Besucherzentrum mit einem Versammlungssaal für die Gemeinde und Kunstgalerien vorgesehen, dazu wurde ein Architekturwettbewerb ausgeschrieben. Ein Kulturzentrum ist im Stadtzentrum geplant. Ein Bauernmarkt findet mittwochs und samstags von Juni bis September gegenüber dem alten Postamt statt.

## Medien
Im Ort gibt es zwei Zeitungen, den The Cherokee Chronicle und den The Gaffney Ledger, die wochentags wechselweise erscheinen. Als Regionalzeitung liefert das Spartanburg Herald-Journal überregionale Nachrichten aus dem nahen Spartanburg. Die Rundfunkversorgung erfolgt über den UKW-Sender WYFG und die beiden Mittelwellensender WEAC und WFGN.

## Schulen
Für Gaffney ist der Cherokee County School District zuständig. Im Ort gibt es das Spartanburg Community College mit dem Cherokee County Campus und das Limestone College, drei private Grund- bzw. weiterführende Schulen (Secondary School) (Heritage Christian School, Village School of Gaffney, Gaffney Christian Academy) und die öffentliche Gaffney High School, deren Footballteam regional bekannt ist.

## Bekannte Bürger der Stadt
Folgende bekannte Personen wurden entweder im Ort geboren, leben dort oder sind anderweitig mit Gaffney verbunden.
- W. J. Cash (1900–1941), Autor
- Neil Chambers (* 1974), Autor und Designer[2]
- Kertus Davis (* 1981), NASCAR-Fahrer
- Mary Elliott (1917–2000), Schauspielerin
- Elizabeth Eslami, Autorin
- Sam Graddy (* 1964), Leichtathlet, Olympiasieger und ehemaliger Footballspieler
- Robert E. Hall (* 1947), elfter Sergeant Major of the Army (21. Oktober 1997 bis 23. Juni 2000)
- Edward Higgins (1930–2006), Bildhauer
- Andie MacDowell (* 1958), Schauspielerin
- Lee Roy Martin (1937–1972), Serienmörder
- Michael McCluney (* 1984), Sänger (Day26)[3]
- Rocky McIntosh (* 1982), Footballspieler der Washington Redskins
- Tim Montgomery (* 1975), Sprinter
- Mikki Moore (* 1975), Basketballspieler der Sacramento Kings
- Arizona Reid (* 1986), Basketballspielerin
- Sidney Rice (* 1986), Footballspieler der Minnesota Vikings
- Dominique Stevenson (* 1977), ehemaliger Footballspieler der Tennessee Volunteers und der Buffalo Bills[4][5]

## Erwähnung im Fernsehen
In der US-amerikanischen Netflix-Fernsehserie House of Cards ist Gaffney die Heimatstadt des demokratischen Kongressabgeordneten Francis Underwood, der im Kongress den fünften Distrikt von South Carolina vertritt und zudem Majority Whip des Repräsentantenhauses ist. In der dritten Episode der ersten Staffel wird Gaffney zum Haupthandlungsort, nachdem ein 17-jähriges Mädchen bei einem Verkehrsunfall tödlich verunglückt war, weil es sich von einem Wasserturm in Form eines Pfirsichs (als „Peachoid“ bezeichnet) hatte ablenken lassen.